# Merani Martvili
Merani Martvili (Georgisch: მერანი მარტვილი) is een voetbalclub uit Martvili in Georgië.
De club speelde eerder als Salchino Gegetsjkori, Tsjkondidi Martvili en  Salchino Martvili. Het stadion in Martvili biedt plaats aan 3000 toeschouwers. Dankzij een tweede plaats in de Erovnuli Liga 2 in 2011 speelt de club in het seizoen 2011/12 in de Erovnuli Liga. In 2014 degradeerde de club naar de Erovnuli Liga 2 en in 2018 naar de Liga 3. De club werd echter meteen weer kampioen en speelt in 2020 weer in de Erovnuli Liga 2.

## Erelijst
- Georgische voetbalbeker

Finalist: 2016

## Eindklasseringen (grafiek) vanaf 2008
| 2 |

| 3 |

| 3 |

| 2 |

| 8 |

| 8 |

| 12 |

| 11 |

| 15 |

| 4 |

| 2 |

| 10 |

| 1 |

| 8 |

| 3 |

| 4 |

| 9 |

| 3 |

| Erovnuli Liga | Erovnuli Liga 2 | Liga 3 (Georgië) |

FC Dinamo Tbilisi 2 ·
FC Gonio ·
Iberia 1999 2 · 
Lokomotivi Tbilisi ·
Merani Martvili ·
FK Mesjachte Tkiboeli ·
FC Roestavi ·
FC Samtredia ·
Sioni Bolnisi ·
Spaeri ·